# Gieorgijewka (obwód kemerowski)
Gieorgijewka (ros. Георгиевка) – wieś (dieriewnia) w Rosji, w obwodzie kemerowskim, w rejonie tiażyńskim. W 2021 liczyła 192 mieszkańców.